# 请投我一票
，又称《请投票给我》，是武汉电视台制作人陈为军执导的一部纪录片，纪录武汉市一个小学班级民主选举“班级委员”（班长）的过程。这部纪录片是全球聯播紀錄片系列《為什麼要民主？》成員纪录片。由于涉及政治敏感题材，未能在中国大陸上映，但是部分视频网站可以观看。
該片一面反映了，中国的民主意识教育已经成为义务教育的一部分，年轻一代从小将接受“民主”的概念；也反映了竞选过程中需要的种种重要因素，包括经济支持、信息获取、明争暗斗、甚至尔虞我诈，但是最终决定权在于广大群众。同时该片的教育性极强，涉及到家庭教育、学校教育及心理教育等多个方面。

## 故事簡介
2007年，武汉市常青第一小学三年一班舉辦了一次「班級委員」（班长）民主选举，班上同学将从三名候选人中选出下一任班級委員。这三位候选人分别是：
1. 许晓菲：女學生，乖顺、不善言辞而不具威胁力，多才多艺；
2. 成成：男學生，天性聪明、有一定演讲能力，追求权力，知道一些黑道白道的竞争手段；
3. 罗雷：男學生，一个多才多艺、聪明的学生，现任班长，管理方法比较强硬，因此失去一些支持，但还是拥有一定群众基础。

为了让自己的孩子当选班級委員，三名小候选人的家长作为智囊团以及财团，纷纷出谋划策并提供资金；而候选人为了争夺选票，也使出了在成人世界里常见的拉票手段，以更为稚嫩而赤裸的形式展现在螢幕前。通过竞选者之间真正实力的表现与竞争，最终全班学生公投选出了新一任班长。

## 輿論評價
- 該片2006年獲得日舞影展資助金，在2007年度Silverdocs（英语：Silverdocs）獲得最佳紀錄片獎，在2008年入選第32屆香港國際電影節。
- 2007年10月至2008年年間，在全球200家電視台同步首映的《為什麼要民主？》紀錄片系列，納入了該片。《為什麼要民主？》設定的該片核心問題是：「沒有秩序的選舉，是民主的表現嗎？」
- 2008年4月17日22:00～22:56，公共電視文化事業基金會公視主頻紀錄片節目《十點全紀錄》再度播映該片，作為《少年地球村》紀錄片系列的第四部（共五部）紀錄片。
- 2008年5月12日，《香港蘋果日報》發表無具名報導称，本月11日南京師範大學文學院副教授郭泉接受該報電話訪問時說，該片被中華人民共和國政府禁播，是因為該片對民主意識的啟蒙與中國共產黨「老百姓不適合選舉」的宣傳背道而馳。郭泉說，中國共產黨也講民主，中共總書記胡錦濤在法國曾公開說「沒有民主，就沒有社會主義」；但中共講的民主是「老百姓可以表達一些觀點，但不能顛覆共產黨執政地位」，絕非該片所說老百姓可以選擇執政黨。郭泉說，雖然該片在內地被禁上映，但許多地方都有販賣該片盜版，傳播甚廣。[2]豆瓣上有关于该片的讨论[3]。

## 獎項
- 2007, Sterling Feature Award - Silverdocs
- Atlantic Film Festival - Official Selection
- DOCNZ, International Medium Documentary Award
- DOCNZ, Screenrights Educational Documentary Award